# 普羅維登西亞 (納里尼奧省)
普羅維登西亞是哥倫比亞的城鎮，位於該國西南部，由納里尼奧省負責管轄，始建於十七世紀中期，面積42平方公里，海拔高度2,514米，2005年人口11,726。
1°14′31″N 77°36′00″W / 1.24194°N 77.6°W